# Elin Topuzakov
Elin Topuzakov (en búlgaro: Елин Топузаков) (Dimitrovgrad, Bulgaria, 5 de febrero de 1977) es un ex-futbolista búlgaro y se desempeñaba como defensa.

## Clubes

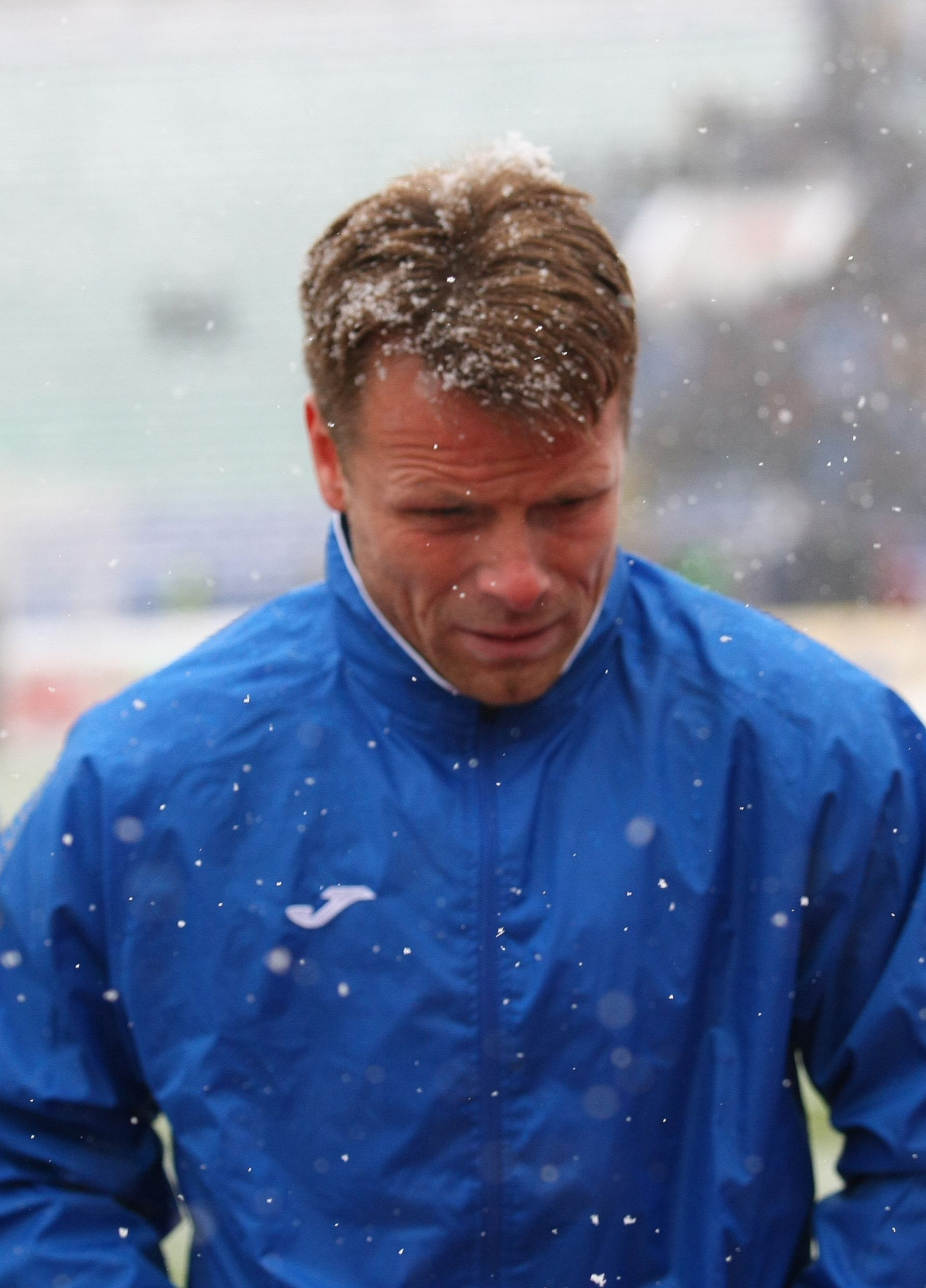

| Club             | País     | Año         |
| ---------------- | -------- | ----------- |
| PFC Levski Sofia | Bulgaria | 1995 - 1998 |
| FC Pirin         | Bulgaria | 1998 - 1999 |
| PFC Levski Sofia | Bulgaria | 1999 - 2008 |
| Hapoel Tel-Aviv  | Israel   | 2008 - 2009 |
| PFC Levski Sofia | Bulgaria | 2009 - 2010 |
| Hapoel Ramat Gan | Israel   | 2010 - 2011 |

- Datos: Q1329530
- Multimedia: Elin Topuzakov / Q1329530